# Вісліни
Вісліни (пол. Wiśliny, нім. Weichselburg) — село в Польщі, у гміні Садлінки Квідзинського повіту Поморського воєводства.
Населення — 297 осіб (2011).
У 1975-1998 роках село належало до Ельблонзького воєводства.

## Демографія
Демографічна структура станом на 31 березня 2011 року:
|          | Загалом | Допрацездатний вік | Працездатний вік | Постпрацездатний вік |
| -------- | ------- | ------------------ | ---------------- | -------------------- |
| Чоловіки | 162     | 31                 | 119              | 12                   |
| Жінки    | 135     | 22                 | 85               | 28                   |
| Разом    | 297     | 53                 | 204              | 40                   |